# My Dad the Rock Star
A My Dad the Rock Star egy kanadai rajzfilmsorozat, amelyet a híres zenész és a Kiss (együttes) frontembere, Gene Simmons készített. A műsor szereplői valójában Simmons családtagjainak karikatúrái. A sorozat egy fiúról szól, aki átlagos életet szeretne élni, annak ellenére, hogy az apja egy rocksztár (mint a cím is mutatja). Természetesen különféle kalandokba is keverednek mind a ketten. A műsor 2 évadot élt meg 26 epizóddal. 30 perces (fél órás) egy epizód. Magyarországon soha nem került bemutatásra. Kanadában és Amerikában a Teletoon vetítette. 2003. szeptember 1.-től 2004. július 5.-ig ment.